# Ato de Prova
Ato de Prova ou Lei do Teste é uma série de leis penais inglesas do século XVII que instauravam a revogação de diversos direitos cívicos, civis ou de família para os católicos e outros dissidentes religiosos não anglicanos. Instauravam vários princípios discriminatórios destacados, como a exclusividade de acesso aos cargos públicos para os anglicanos e instituíam o delito de recusa à fé na Igreja da Inglaterra.
O Ato de Prova do rei Jaime I dispunha que todos os crentes sinceros, de nascimento ou convertidos, tinham o dever de receber o sacramento da eucaristia. Entretanto, somente no reinado de Carlos II que se fez obrigatório receber a comunhão para poder acessar um emprego público.
O primeiro Ato de Prova foi seguido pelo de 1673. Este impunha que toda pessoa que ocupasse um emprego público, civil ou militar, tinha que prestar juramento de lealdade à Igreja da Inglaterra, assinando inclusive uma declaração na qual rechaçava a tese da transubstanciação. Além disto, deveria receber os sacramentos nos três meses seguintes a seu acesso ao emprego. O texto foi estendido em 1678 para toda a nobreza.
A obrigação de receber os sacramentos para poder acessar a um emprego público foi abolida pelo rei Jorge IV. Todas as medidas discriminatórias foram abolidas em 1829 mediante o Roman Catholic Relief Act 1829.